# Cocor București
Cocor București este o companie din România care are ca domeniu de activitate închirierea și subînchirierea de imobile. Deține și magazinul cu același nume din centrul Bucureștiului.
Acționarii principali ai societății sunt SIF Muntenia (SIF4), cu 18,9% din capital, SIF Transilvania (SIF3), cu o participație de 10,25%, Liviu Ursan, cu 14,83%, Daniel Stoica, cu 14,66% din acțiuni, și Broadhurst Investments, cu 13,32% din capitalul social (iulie 2009).
Titlurile companiei se tranzacționează la categoria de bază a pieței Rasdaq, sub simbolul COCR.
În decembrie 2008, magazinul Cocor a inaugurat, în urma unei investiții de patru milioane de euro, cea mai mare fațadă media de pe un singur imobil din Europa Continentală.
Dispozitivul are 13 ecrane de tip LED HD și o suprafață de difuzare de 565 metri pătrați.
Magazinul a fost relansat la data de 1 octombrie 2010, după o renovare de doi ani, care a necesitat o investiție de 25 de milioane de euro.
Renovarea a dus la extinderea suprafeței închiriabile la 10.000 de metri pătrați.
Cifra de afaceri:
- 2024: 18,2 milioane RON[6]
- 2023: 15,0 milioane RON[6]
- 2022: 14,2 milioane RON[6]
- 2021: 11,7 milioane RON[6]
- 2020: 10,4 milioane RON[6]
- 2008: 3 milioane euro[3]
- 2007: 4,6 milioane euro[7]